# 베스파지아누

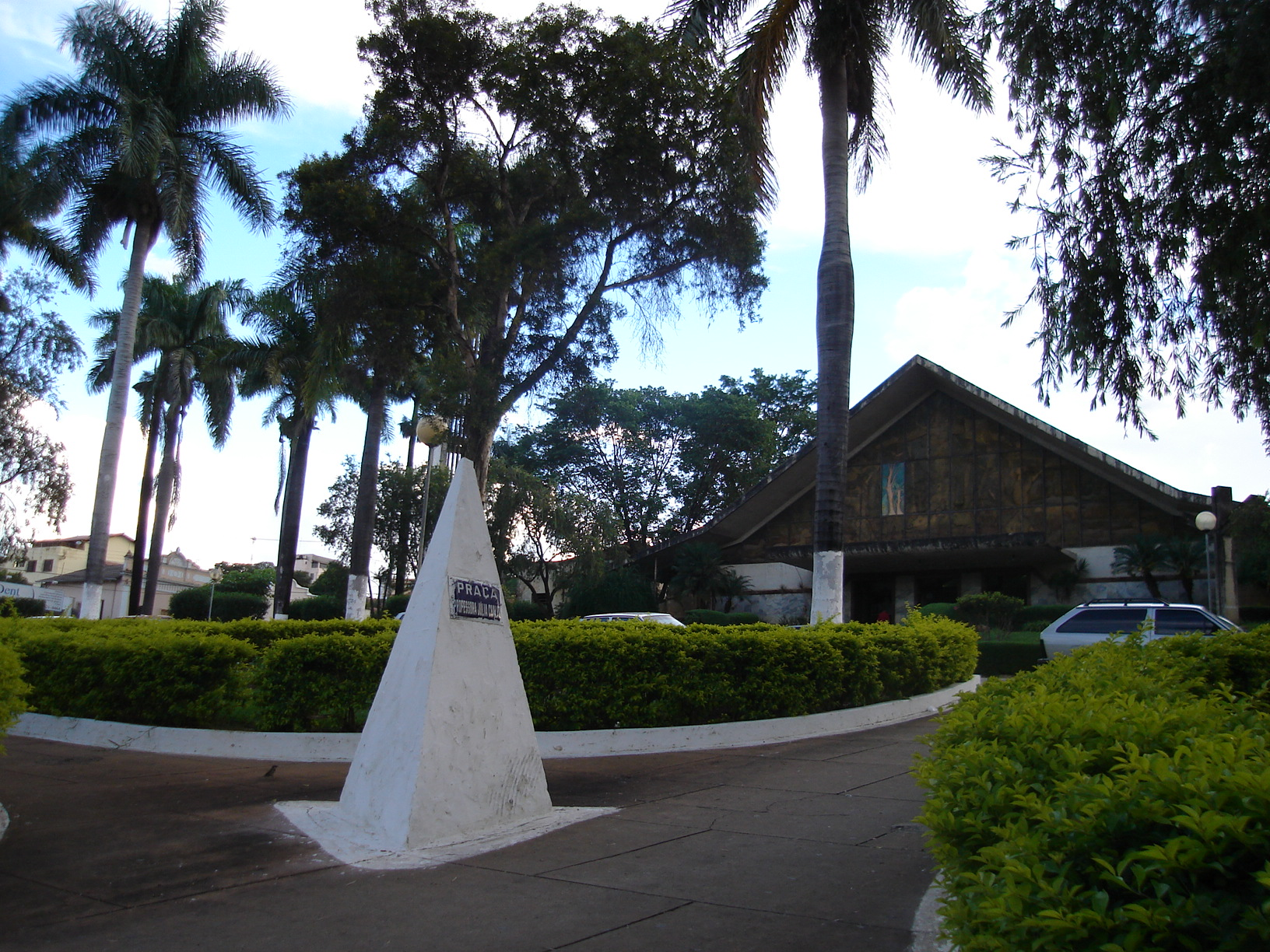

베스파지아누(포르투갈어: Vespasiano)는 브라질 미나스제라이스주의 도시이다.